# ヘッセン放送

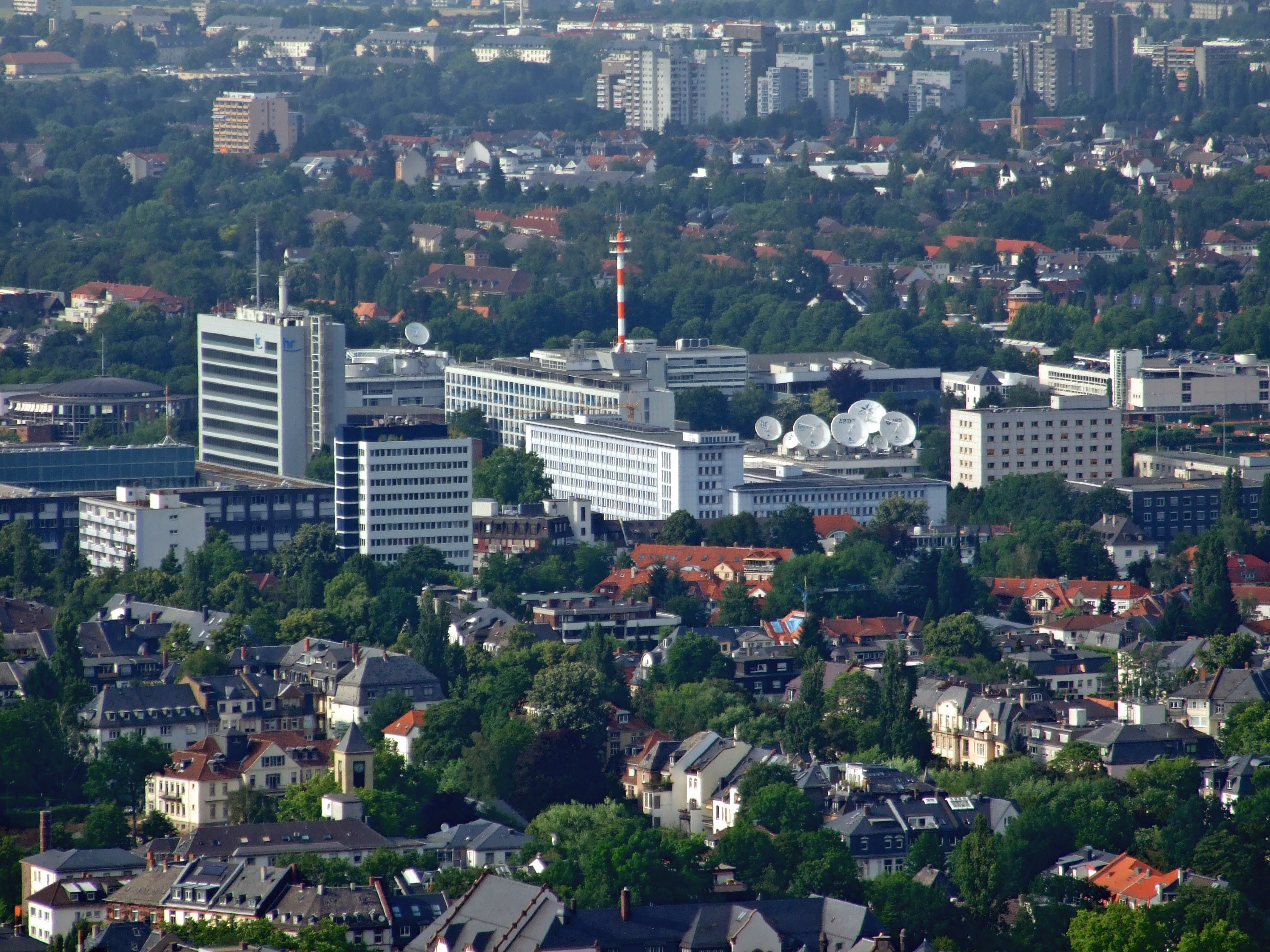
フランクフルトのヘッセン放送本部

ヘッセン放送（ヘッセンほうそう、ドイツ語: Hessischer Rundfunk, hr）は、ヘッセン州フランクフルト・アム・マインに本部を置くドイツの公共放送局。ARD加盟9局のひとつで、ヘッセン州のみを放送対象地域とする。

## 概要
1945年、アメリカ占領当局によってラジオ・フランクフルト（Radio Frankfurt）として設立される。1948年にヘッセン州法によって現在のヘッセン放送が成立する。